# Intrigo all'Avana
Intrigo all'Avana (Affair in Havana) è un film del 1957 diretto da László Benedek, coproduzione tra Cuba e gli Stati Uniti d'America.

## Trama
La pellicola narra il torbido triangolo tra il milionario Mallabee, ricco proprietario di piantagioni di tabacco e costretto su una sedia a rotelle, sua moglie, Lorna e l'amante di quest'ultima, il pianista di jazz Nick.
Il vecchio Mallabee è un individuo odioso e pieno di rabbia che scaglia soprattutto nei confronti di sua moglie Lorna, che suppone sia stata responsabile dell'incidente in barca che gli ha provocato la paralisi delle gambe. La donna si decide finalmente a lasciare un uomo che odia per fuggire con il giovane Nick, ma quando il marito, venuto a sapere delle sue intenzioni, le rivela di avere ancora pochi mesi di vita, decide di rimandare la sua fuga per ereditare la somma di 20 milioni di dollari che erediterà alla morte del vecchio. Tuttavia i mesi passano senza che nulla accada e la donna, impaziente di ereditare il denaro e temendo di essere lasciata dal suo giovane amante, decide di uccidere il marito e lo getta con la carrozzella nella piscina della loro villa sotto gli occhi di Fina, una delle cameriere della villa da sempre fedele al marito. Sarà quest'ultima che, spinta dal desiderio di vendetta, farà fallire i piani della donna, uccidendola proprio poco dopo essere diventata una ricca miliardaria. Nel frattempo il giovane Nick, ormai disilluso da tutta questa torbida storia, deciderà di fare ritorno al locale dove aveva conosciuto la sua amante.